# 위그노 교도들 (오페라)

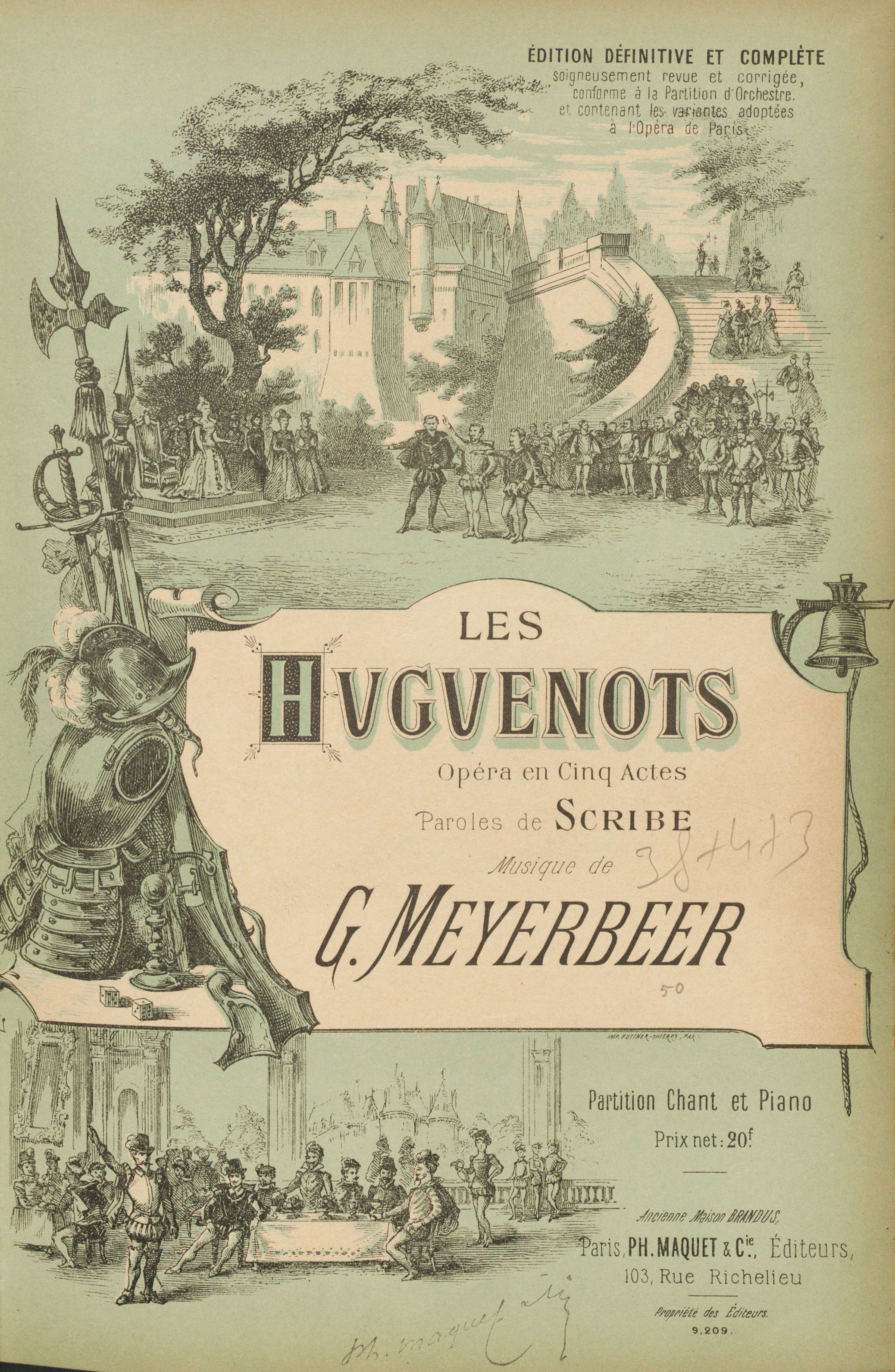

위그노 교도들(프랑스어: Les Huguenots)은 자코모 마이어베어가 작곡한 5막의 그랜드 오페라이다. 대본은 외젠 스크리브와 에밀 데샹이 역사적 사실을 기초하여 작성하였다. 이 작품은 1836년 2월 29일 파리시의 파리 오페라에서 초연되었다.

## 등장인물
라울 드 Nangis - 위그노 귀족, 테너
마르셸 - 라울의 하인, 위그노 - 병사, 베이스
보이즈 로제 - 병사, 위그노, 테너
마르그리트 드 발루아 - 나바르의 앙리 4세의 약혼녀, 소프라노
Urbain -그녀의 시종, 메조소프라노
발렌틴 - 드 상 브리 백작의 딸, 소프라노
드 상 브리 백작 - 로마 가톨릭 귀족 , 바리톤
de Nevers 백작- 로마 가톨릭 귀족, 바리톤
Cossé, 테너
메루, 바리톤
토레 - 로마 가톨릭 신사 , 바리톤
Tavannes, 테너
de Retz, 바리톤

## 줄거리
- 이 오페라는 프랑스 로마 가톨릭 교도들이 개신교도의 영향을 없애기 위해 1572년 수천명의 프랑스 위그노들을 학살한 성 바르톨로메오 축일의 대학살에 관한 역사적인 사실을 다루고 있다. 비록 이 대학살 사건이 오페라에서 비교적 정확하게 묘사되나, 줄거리의 나머지 부분은 대본가인 스크라이브의 창조로 로마 가톨릭 교도인 발렌틴과 개신교도인 라울과의 사랑을 중점적으로 다룬다.

### 1막
- Comte de Nevers 궁의 회랑

### 2막
- Chenonceaux 궁의 공터

### 3막
- 파리 시, 센느 강 근처

### 4막
- Comte de Nevers의 파리의 집

### 5막
- 파리의 거리